# 足尾テレビ・FM中継局

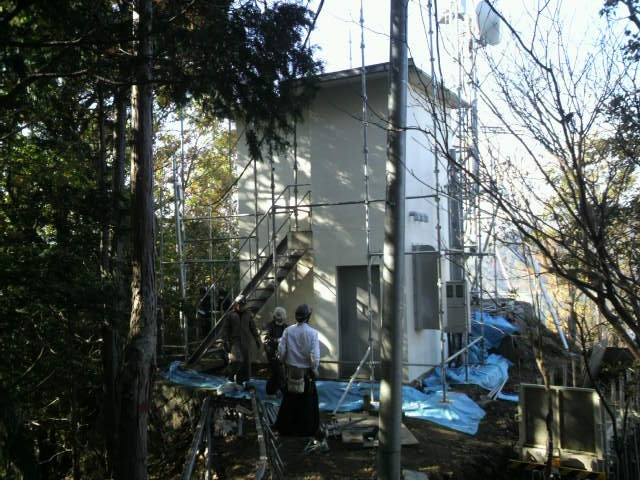
日光足尾テレビ・FM中継局

足尾テレビ・FM中継局（あしおテレビ・エフエムちゅうけいきょく）は、栃木県日光市の旧上都賀郡足尾町域に置かれているテレビとFM放送の中継局。

## 中継局概要

### デジタルテレビ放送
| リモコン 番号 | 放送局名         | チャンネル 番号 | 空中線 電力 | ERP  | 偏波面   | 放送対象地域 | 放送区域 内世帯数 | 運用開始日      |
| ------------- | ---------------- | --------------- | ----------- | ---- | -------- | ------------ | ----------------- | --------------- |
| 1             | NHK 宇都宮総合   | 33              | 1W          | 2.8W | 水平偏波 | 栃木県       | 約1,352世帯       | 2009年 12月25日 |
| 2             | NHK 東京教育     | 35              | 1W          | 2.8W | 水平偏波 | 全国         | 約1,352世帯       | 2009年 12月25日 |
| 3             | GYT とちぎテレビ | 31              | 1W          | 2.8W | 水平偏波 | 栃木県       | 約1,352世帯       | 2009年 12月25日 |
| 4             | NTV 日本テレビ   | 37              | 1W          | 2.6W | 水平偏波 | 関東広域圏   | 約1,352世帯       | 2009年 12月25日 |
| 5             | EX テレビ朝日    | 43              | 1W          | 2.6W | 水平偏波 | 関東広域圏   | 約1,352世帯       | 2009年 12月25日 |
| 6             | RX TBSテレビ     | 39              | 1W          | 2.6W | 水平偏波 | 関東広域圏   | 約1,352世帯       | 2009年 12月25日 |
| 7             | TX テレビ東京    | 45              | 1W          | 2.6W | 水平偏波 | 関東広域圏   | 約1,352世帯       | 2009年 12月25日 |
| 8             | CX フジテレビ    | 41              | 1W          | 2.6W | 水平偏波 | 関東広域圏   | 約1,352世帯       | 2009年 12月25日 |

- 所在地： 日光市足尾町[3]
- 放送区域： 日光市の一部[2]
- 2009年10月30日に予備免許交付[2]、12月25日に本放送を開始した[3][4]。なお、NHK総合テレビの県域放送は2012年4月1日から実施された[13]。

### アナログテレビ放送
| チャンネル 番号 | 放送局名         | 空中線 電力       | ERP               | 偏波面   | 放送対象地域 | 放送区域 内世帯数 | 運用開始日     |
| --------------- | ---------------- | ----------------- | ----------------- | -------- | ------------ | ----------------- | -------------- |
| 47              | GYT とちぎテレビ | 映像10W/ 音声2.5W | 映像32W/ 音声8W   | 水平偏波 | 栃木県       | -                 | -              |
| 49              | NHK 東京教育     | 映像10W/ 音声2.5W | 映像29W/ 音声7.2W | 水平偏波 | 全国         | -                 | 1966年 4月1日  |
| 51              | NHK 東京総合     | 映像10W/ 音声2.5W | 映像29W/ 音声7.2W | 水平偏波 | 関東広域圏   | -                 | 1966年 4月1日  |
| 53              | NTV 日本テレビ   | 映像10W/ 音声2.5W | 映像30W/ 音声7.4W | 水平偏波 | 関東広域圏   | -                 | 1968年 8月16日 |
| 55              | RX TBSテレビ     | 映像10W/ 音声2.5W | 映像30W/ 音声7.4W | 水平偏波 | 関東広域圏   | -                 | 1968年 8月16日 |
| 57              | CX フジテレビ    | 映像10W/ 音声2.5W | 映像30W/ 音声7.4W | 水平偏波 | 関東広域圏   | -                 | 1968年 8月16日 |
| 59              | EX テレビ朝日    | 映像10W/ 音声2.5W | 映像30W/ 音声7.4W | 水平偏波 | 関東広域圏   | -                 | 1968年 8月16日 |
| 61              | TX テレビ東京    | 映像10W/ 音声2.5W | 映像30W/ 音声7.4W | 水平偏波 | 関東広域圏   | -                 | -              |

- 所在地： デジタルテレビ放送に同じ
- 2011年7月24日をもってすべて廃止された。

### FM放送
| 周波数  | 放送局名     | 空中線 電力 | ERP   | 偏波面   | 放送対象地域 | 放送区域 内世帯数 | 運用開始日 |
| ------- | ------------ | ----------- | ----- | -------- | ------------ | ----------------- | ---------- |
| 86.5MHz | NHK 宇都宮FM | 1W          | 1.65W | 水平偏波 | 栃木県       | -                 | -          |

- NHK-FM単独設置。親局と他の4中継局はエフエム栃木と栃木放送のFM補完中継局を併設している。